# キム・ボヒョン
キム・ボヒョン（1989年3月31日-  )は大韓民国の歌手でシンガーソングライターで、過去の音楽グループSpica (音楽グループ)のメンバーである。現在はボーカルデュオキンボで活動中。

## 活動

### 芸能
- 2016年: MBC TV|MBC《ミステリー音楽ショー 覆面歌王》 - 宇宙エージェント ナンバーセブン
- 2016年: JTBC 《ガールスピリット》- シーズン1優勝
- 2017年: MBC Every 1《クロスカントリー》

## ディスコグラフィ
- 2012年1月10日	독하게 (きつく)
- 2012年9月19日	I'll Be There
- 2013年8月28日	Tonight
- 2014年1月27日	You Don't Love Me
- 2014年11月5日	GHOST
- 2016年8月25日	Secret Time